# Lech Tomaszewski

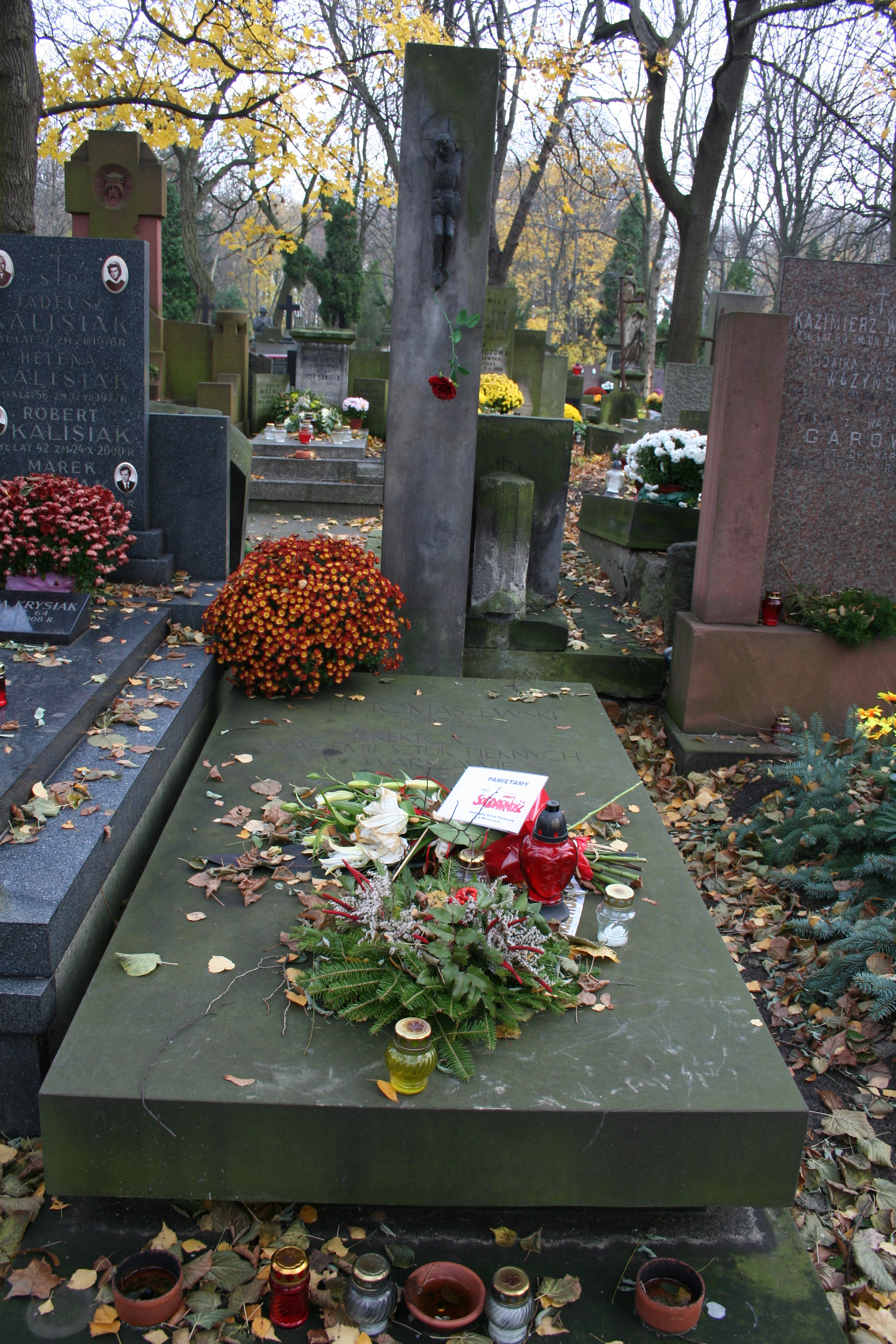
Grób Lecha Tomaszewskiego na warszawskim cmentarzu Powązkowskim

Lech Tomaszewski (ur. 1 stycznia 1926 w Praszce, zm. 28 lutego 1982 w Warszawie) – polski architekt, rzeźbiarz, projektant form przestrzennych i wzornictwa, teoretyk sztuki.

## Życiorys
Ukończył studia na Wydziale Architektury Politechniki Warszawskiej. Pracę zawodową rozpoczął w Zakładach Artystyczno-Badawczych kierowanych przez Jerzego Sołtana. W 1958 rozpoczął pracę pedagogiczną na warszawskiej Akademii Sztuk Pięknych, na Wydziale Architektury Wnętrz; w 1977 zainicjował powstanie tam Wydziału Wzornictwa Przemysłowego; od 1980 do swojej śmierci w 1982 był rektorem tej uczelni.
Zaangażowany w tworzenie projektów architektonicznych i wystawienniczych, propagował technikę geometrii powierzchni jednostronnych. Był autorem prac teoretycznych związanych tematycznie z topologią geometryczną i systematyką form. Był współautorem (wraz z Oskarem Hansenem i Jerzym Sołtanem) nowatorskich projektów architektoniczno-plastycznych, takich jak polskie pawilony na Targi w Izmirze w 1956 czy na Expo’58 w Brukseli. W latach 60. XX wieku wykonał kilka form rzeźbiarskich, w tym przekształcenie wstęgi Möbiusa, tzw. Ucho (1962), konstrukcję przestrzenną na Biennale Form Przestrzennych w Elblągu w 1967, będącą bardziej efektem jego rozważań teoretycznych, niż poszukiwań czysto rzeźbiarskich.
Lech Tomaszewski spoczywa na cmentarzu Powązkowskim w Warszawie (kw. 220-VI-6).

## Nagroda im. Lecha Tomaszewskiego
Dla upamiętnienia działalności artystycznej i dydaktycznej Lecha Tomaszewskiego na Wydziałach Architektury Wnętrz i Wzornictwa, władze Akademii Sztuk Pięknych w Warszawie ustanowiły nagrodę jego imienia. Nagroda została zainicjowana w 2007 roku w 25 rocznicę śmierci Lecha Tomaszewskiego. Nagroda ufundowana przez ASP w wysokości 5000 zł przyznawana jest rokrocznie młodemu artyście, studentowi lub absolwentowi warszawskiej Akademii Sztuk Pięknych oraz w uzasadnionych wypadkach osobie spoza uczelni związanej z jej życiem, za zaangażowanie artysty w społeczne życie środowiska lub za twórczość promującą ważne wartości społeczne.

## Prace
W depozycie muzeum Akademii Sztuk Pięknych znajdują się przekazane w 1987 roku przez Agnieszkę Putowską-Tomaszewską prace Lecha Tomaszewskiego. Składają się na nie 3 rzeźby, 559 rysunków wykonanych na kawiarnianych serwetkach oraz 106 narysowanych na papierze. Z kolei w Archiwum ASP znajdują się fotografie i dokumenty dotyczące działalności dydaktycznej, społecznej i politycznej Lecha Tomaszewskiego.